# Arabis saxicola
Arabis saxicola är en korsblommig växtart som beskrevs av Michael Pakenham Edgeworth. Arabis saxicola ingår i släktet travar, och familjen korsblommiga växter. Inga underarter finns listade i Catalogue of Life.